# Gave (Melgaço)
Gave is een plaats (freguesia) in de Portugese gemeente Melgaço en telt 280 inwoners (2001).